# Josep Joan Camaron i Melià
Josep Joan Camaron i Melià (Sogorb, 26 de desembre de 1760- Madrid, 11 de gener de 1819) va ser un pintor i gravador valencià. Era fill de José Camarón Boronat i germà de Manuel, ambdós pintors. Sovint ha estat confós amb son pare.

## Biografia
Dels tres fills mascles de son pare, José Camarón Boronat; José Juan, Manuel i Eliseo, n'era el més dotat. Va estudiar al taller de son pare i posteriorment a la Reial Acadèmia de Belles Arts de Sant Carles de València. Després es va traslladar a Madrid, on va estudiar a la Reial Acadèmia de Belles Arts de San Fernando. Ací va obtenir una beca per estudiar a l'Acadèmia de Sant Lluc, a Roma (de 1779 a 1785), on va entrar en contacte amb els moviments artístics italians i va poder perfeccionar el seu estil. En tornar a Espanya, l'any 1786 va treballar puntualment en la realització de cartons per a la Reial Fàbrica de Tapissos i va ser nomenat acadèmic de Mèrit per les acadèmies de Sant Carles de València i San Fernando de Madrid.
L'any 1795 va col·laborar en la decoració de l'Oratori de la Cueva Santa de Cadis en companyia de Francisco de Goya i Zacarías González Velázquez. L'any 1794 es va establir definitivament a Madrid, on va ser nomenat pintor honorari de cambra pel rei Carles IV. Després de l'inici infrucutuós de 1786, en la dècada del 1790 tornà a treballar per a la Reial Fàbrica de Tapissos.
Després de molts intents infructuosos d'ocupar un càrrec de relleu en l'Acadèmia de San Fernando, li va ser concdida la plaça de "Tinent Director" l'any 1797. El 18 d'octubre de 1799 va ser nomenat Director de la galeria de pintura de la Reial Fàbrica de Porcellanes del Buen Retiro, amb un sou de 12000 reals anuals. Va ser rellevat del càrrec el 3 de juliol de 1805 amb l'encàrrec de fer còpies de les obres d'art de les col·leccions reials per fer litografies, amb el nomenament afegit de pintor de cambra (des de 1794 ho era només amb caràcter honorari).
Va passar la guerra del francès a València però l'any 1814 va tornar a Madrid, va reingressar a l'Acadèmia i va continuar treballant per a la cort.
La seua pintura es mostra deutora de l'estil de son pare, amb influències del neoclassicisme italià i de les decoracions madrilenyes de Luca Giordano i Corrado Giaquinto.
Entre d'altres, es conserva obra seua al Museu Sant Pius V de València, al Museu del Prado i al Patrimoni Nacional.